# Pofaszakállas törpekuvik
A pofaszakállas törpekuvik (Xenoglaux loweryi) a madarak osztályának a bagolyalakúak (Strigiformes) rendjéhez, a bagolyfélék (Strigidae) családjához tartozó Xenoglaux nem egyetlen faja.

## Rendszerezése
A nemet és a fajt is John Patton O'Neill és Gary R. Graves írták le 1977-ben.

## Előfordulása
Andok hegységben, Peru területén honos. Természetes élőhelyei a szubtrópusi vagy trópusi hegyi esőerdők. Állandó, nem vonuló faj.

## Megjelenése
Testhossza 14 centiméter.

## Természetvédelmi helyzete
Az elterjedési területe kicsi, egyedszáma 250-999 példány közötti, viszont stabil. A Természetvédelmi Világszövetség Vörös listáján sebezhető fajként szerepel.